# Hartman (Kolorado)
Hartman – miasto w Stanach Zjednoczonych, w stanie Kolorado, w hrabstwie Prowers.